# 辺見貞蔵
辺見 貞蔵（へみ ていぞう、文政3年（1820年） - 大正元年（1912年）10月12日）は、江戸時代末から明治期の侠客・博徒である。現在の茨城県古河市と周辺地域を縄張りとしていた。名は「三田貞蔵」、「金次郎（金次）」。

## 生涯

### 出生・青少年期
文政3年（1820年）8月、下総国葛飾郡上辺見村（現在の茨城県古河市上辺見）の名主・三田彌四郎の次男として生まれる。上辺見村は古河城下・古河宿の郊外。古河は商業と交通・物流の中心地だったため、人の往来がさかんで、現金のやり取りも多く、博徒が集まりやすい環境だった。
少年期には鮭延寺の寺子屋に通う。剣術に憧れ、自己流で腕を磨いた。このころから喧嘩に強く、世話好きで親分肌の性格だった。青年期には小野派一刀流の中西忠兵衛の指導を受け、剣術を身に着ける。次男だった貞蔵は、酒造りで身を立てようとしたが、原料になる米の入手が幕府統制や収穫量不足などのため困難、また十分な資金がなかったなどの事情で実現は難しかった。

### 博徒（生井一家）
20歳のころ、博徒になることを決意。間々田宿・間の川一家、田中屋（田中）慶蔵の子分になろうとしたが、慶蔵から生井弥兵衛に推薦され、生井一家を名乗る。弘化3年（1846年）8月、知人の女房を取り返そうとして、喧嘩になり、砂井（いさごい）村の高砂屋安兵衛の子分、塚崎村の丈介を斬り殺した。役人に追われて奥州に逃亡。二本松城下にきたとき、百目木村の貸元・嘉吉に認められて親分株を譲り受けた。10年ほど滞在した後、もめごとに巻き込まれたため、縄張りを子分に譲って百目木村を離れる。
仙台に身を潜めて数か月後、下総から訪ねて来た子分・多三郎（宝田多三郎）の求めに応じて帰郷。貞蔵は37歳になっていた。柳橋（現在の古河市柳橋）に移り、元の貸元に戻る。留守の間、貸元稼業は筆頭子分の彫常（常五郎）が守っていた。ほとぼりは冷めたものの、まだ役人に追われる身で、目立たないように稼業を続けた。
安政5年（1858年）6月、葛生（かずろう）村の後家から、「借金のために娘が無理やり売り飛ばされる」と相談を受け、借金相手の目明し長助のところに乗り込んで棒引きさせた。長助はこれを恨み、郡奉行の役人に貞蔵が戻っていると訴える。8月末、仁連村の祭礼に角力見物に出かけた帰り道、役人に取り囲まれて捕縛された。10月に江戸送りとなり、小伝馬町牢屋敷に入った。
万延元年（1860年）秋、貞蔵の処分が決まる。当初は「喧嘩発頭人」すなわち喧嘩の主犯として、遠島になるはずだったが、最終的には「喧嘩加担人」共犯者になり、石川島の人足寄場に送られた。慶応2年（1866年）、寄場が大火に見舞われ、「切り放し」（人足たちの一時釈放）となった際には、貞蔵ら数十人は防火活動のためにとどまった。寄場の再建が進んだ翌年3月、貞蔵は赦免される。
1か月後、同様に寄場から赦免された奥州川俣の金五郎が訪ねて来た。貞蔵は人足寄場にいたとき、兄の敵討ちのために脱走しようとした金五郎を思いとどまらせ、赦免後に敵討ちを手伝うと約束していた。貞蔵は約束を守り、ともに奥州に向かって、敵討ちを果たす。のちに金五郎は川俣で貸元となり、生井一家を名乗った。

### 隠居・晩年
明治になると、古河城下の横町（現在の古河市横山町）で貸座敷業「三村屋」を営む。博奕業は政府の規制が厳しく、控えめになった。明治の半ばに三村屋をたたみ、二丁目（現在の古河市中央町～本町）で呉服太物屋三田屋を経営していた養子のもとで隠居した。
明治26年（1893年）1月、貞蔵の子分で生井一家の幹部・宝田多三郎（多惣次）が、石下（現在の常総市）の博徒に殴り込みをかけるという噂が立ち、貞蔵と多三郎の両名が古河町警察に始末書を提出。「喧嘩ではなく、仏事の相談をしている」と釈明している。40年前の元治元年（1864年）11月、縄張り争いのなかで、生井一家と間の川一家の子分7人が石下の博徒に殺され、12月には報復として石下勢1人が殺された事件があった。報復の中心人物として多三郎に嫌疑がかかり、取り調べの結果、放免されたが、その余韻がまだ残っていた。
この年の8月に石毛側は七人が埋められた川端（事件当時、石下側は彼等を強盗として届けでて馬棄場に埋めた）に「侠徒七名墓」を立て、命日の11月17日に遺族を呼んで供養を行っている。
明治42年（1910年）4月15日、古河町で貞蔵の米寿祝賀が盛大に行われた。東京から二十余名、その他地域からも親分衆が多数集まり、古河町の芸妓は全員、結城町からも20人が呼び寄せられた。翌日には人力車を連ねて、雀神社を参拝。このとき投銭めあてに人が集まり、芝居小屋がかかるほど賑わったという。
大正元年（1912年）10月12日、93歳で死去。10月25日に上辺見の先祖の墓地に埋葬され、葬儀は11月1日に正定寺で執り行われた。このときも東京やその他各地から親分衆が数十名集まった。

## 逸話
- 隠居後の貞蔵は、子分のところに遊びに行くことを楽しみにしていた。生井一家は東京の下町にも勢力があり、好んで出かけている。日本橋・蠣殻町の青山廣吉をたびたび訪れた。欲がなく、東京の親分衆から小遣いをもらうと、すぐに足利や桐生の貧乏な貸元衆に分け与えていた。[16][17]
- 貞蔵は、上州の國定忠治が、縄張り争いで島村伊三郎を大勢で闇討ちしたことを評し、「忠治の野郎はだから卑怯さ、講談なんかありゃ、みんな、ちくらっぺ（方言・ウソをつくの意）だぞ」と語っている。[16][17]